# Мария Гулегина
Мария Гуленина е съветска (украинска и белоруска) и после люксембургска оперна певица (сопран) от световна величина.

## Биография
Гуленина е родена в семейство на арменец и украинка в Одеса, Украинска ССР, СССР на 9 август 1959 г. Завършва Одеската консерватория.
Основната ѝ дейност започва през 1983 г. като солистка на Националния театър за опера и балет на Белорусия в Минск.
През 1989 г. поради конфликт с администрацията напуска театъра и заминава за Люксембург, където се установява и получава поданство. От там продължава певческата си кариера и в други страни в Западна Европа и САЩ.
Печели 1-ва награда от конкурса „Глинка“ (1984), 3-то място на Международния конкурс за пеене в Рио де Жанейро (1985), 3-то място на VIII международен конкурс „П. И. Чайковски“ (1986).
Удостоена е с почетните звания „Заслужил артист на Белоруската ССР“ и „Народен артист на Република Северна Осетия – Алания“